# 布里德 (日托米爾州)
50°28′18″N 29°5′48″E / 50.47167°N 29.09667°E
布里德（烏克蘭語：Брід）是烏克蘭北部日托米爾州日托米爾區的村莊。該村面積0.28平方公里，海拔高度175米，2001年人口67，人口密度每平方公里235.92人。